# Chiesa dei Santi Vito e Compagni
La chiesa dei Santi Vito e Compagni è il principale luogo di culto cattolico di Ossanesga, quartiere di Valbrembo, in provincia e diocesi di Bergamo; fa parte del vicariato di Mapello-Ponte San Pietro. Fu eretta canonicamente a parrocchia autonoma il 24 giugno 1753.

## Storia
La chiesa in località Ossanesga, è inserita nel documento "nota ecclesiarum" ordinato da Bernabò Visconti del 1360, che elencava i benefici di ogni chiesa e monastero della terra di Bergamo per poterne poi riscuotere tasse e censi da versare sia alla chiesa di Roma che alla famiglia Visconti di Milano. Il documento indica che la chiesa, intitolata a san Vito, con un solo beneficio ed era inserita ne primiceriato di Scano al Brembo.
Nell'autunno del 1575, durante la visita pastorale diocesana, Carlo Borromeo arcivescovo di Milano visitò la chiesa parrocchiale di Ossanesga indicandola intitolata ai santi Vito e Modesto: La relazione pastorale indica la presenza delle confraternite della dottrina cristiana e del Corpo di Cristo, e legati testamentari per i più indigenti, ed era retta da un unico sacerdote. Nel 1659 fu il vescovo Gregorio Barbarigo a visitare la parrocchia e ne documenta la presenta delle confraternite del Santissimo Sacramento, che gestiva l'altare maggiore, del Santo Rosario e della dottrina cristiana.
Nel 1666 la chiesa fu inserita nel “Sommario delle chiese di Bergamo”, elenco redatto dal cancelliere della curia vescovile Giovanni Giacomo Marenzi. Dall'elenco si deduce che era inserita nella pieve di Scano con la quale condivideva il curato.
Nel 1734 risulta inserita nel vicariato foraneo di Ponte San Pietro mentre i fedeli erano registrati con quella di Scano al Brembo; solo il 24 giugno 1753 con decreto del vescovo Antonio Redetti la chiesa fu smembrata venendo eretta canonicamente a parrocchia autonoma.
La chiesa parrocchiale fu nuovamente visitata dal vescovo Giovanni Paolo Dolfin il 23 aprile 1781. Dagli atti della visita risulta che fosse intitolata ai santi Vito, Modesto e Crescenza martiri. Vi erano tre altari e le confraternite del Santissimo Sacramento, della Beata Vergine del Rosario e l'anonima confraternita.
Nella seconda metà dell'Ottocento l'edificio fu oggetto di ampliamento e ristrutturazione, venendo consacrato nel 1869 dal vescovo Pietro Luigi Speranza il quale fece dono delle reliquie dei santi Claro, Placido e Valeria, sigillandole nella mensa del nuovo altare. L'edificio, a causa di gravi fatti di sangue, fu nuovamente consacrata nel biennio successivo.
Con decreto del 27 maggio 1979 del vescovo di Bergamo Giulio Oggioni la chiesa fu inserita nel vicariato locale di Mapello-Ponte San Pietro. 
Il Novecento vide lavori di ammodernamento e consolidamento della struttura con le nuove dorature e affrescature, nonché la nuova pavimentazione del sagrato.

## Descrizione
L'edificio di culto, con l'abside rivolta a sud, è posto nel centro della frazione ed è preceduto da un piccolo sagrato con pavimentazione in lastre di pietra. Un porticato precede la facciata. Sono presenti tre aperture ad archi centrali e una laterale con colonne in pietra. Nella parte superiore vi è un'apertura circolare atta a illuminare l'aula. La facciata è definita da lesene binate che reggono la copertura terminante con un ulteriore blocco di fabbricato con copertura a due spioventi.
A sinistra vi è la torre campanaria in pietra a vista.
L'aula interna ha la pianta a croce latina e volta a botte, mentre il transetto ha copertura a tazza ellittica che si sviluppa su quattro archi con pennacchi. La prima parte dell'aula è divisa da lesene in due campate dove ci sono gli altari dedicati a san Carlo Borromeo sul lato destro e alla Madonna del Santo Rosario sul lato opposto.
La zona presbiteriale è preceduta dall'arco trionfale e da cinque gradini. La parte termina con coro absidato, coperto da catino, e ha la copertura a tazza.